# بونغجونغسا
بونغجونغسا (بالكورية: 봉정사) هو معبد بوذي في كوريا، ويقع في منحدرات جبل تشوندنغ في مدينة أندونغ في مقاطعة غيونغسانغ الشمالية في كوريا الجنوبية. بونغجونغسا هو معبد فرغي لغونسا أكبر معابد الستة عشر لطائفة جوغيو.
تبلغ مساحة المعبد قرابة 1650 متراً مربعاً مما يجعله أكبر معبد في أندونغ، كما أن أقدم مبنى خشبي في كوريا يوجد على أرضه وهو قاعة غنغناكجون. بالمعبد الرئيسي عشر مبان وبالمعبدين الفرعيين على غرب وشرق المعبد الرئيسي يوجد تسع مبانٍ أخرى.

## معرض صور

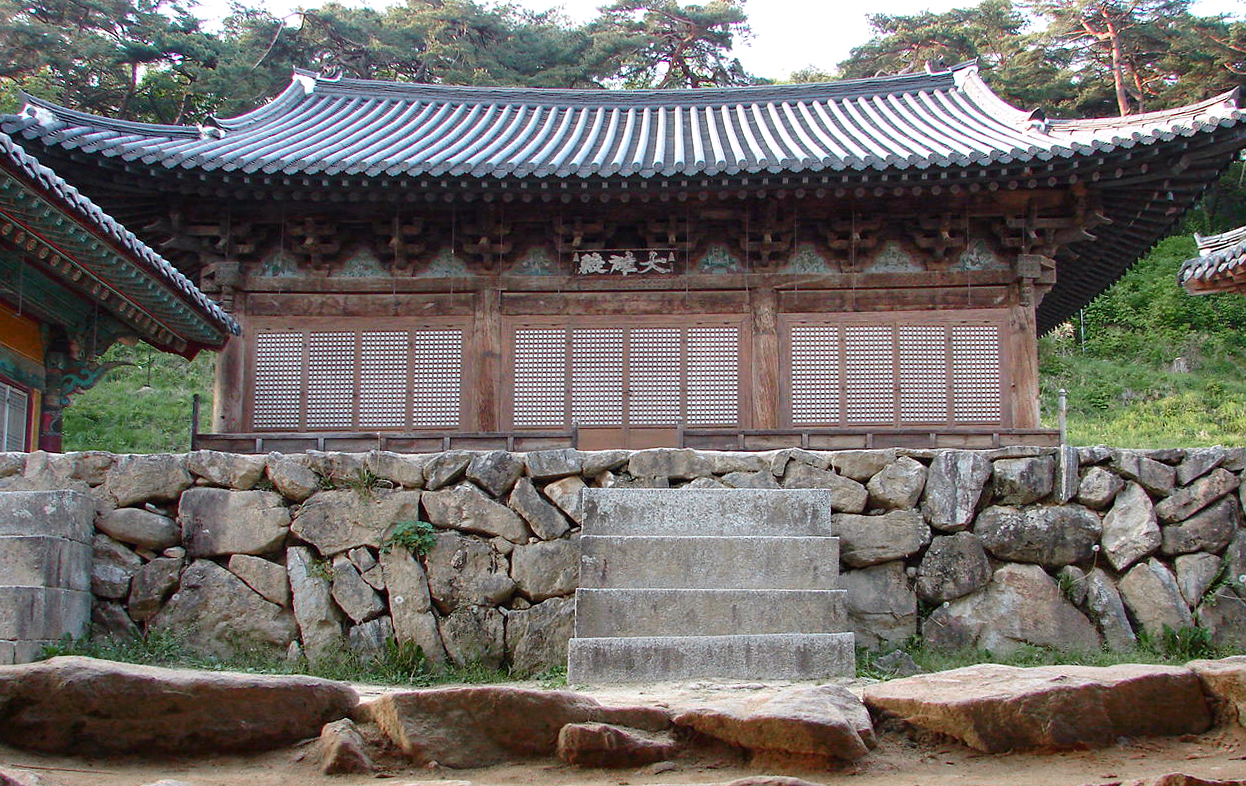
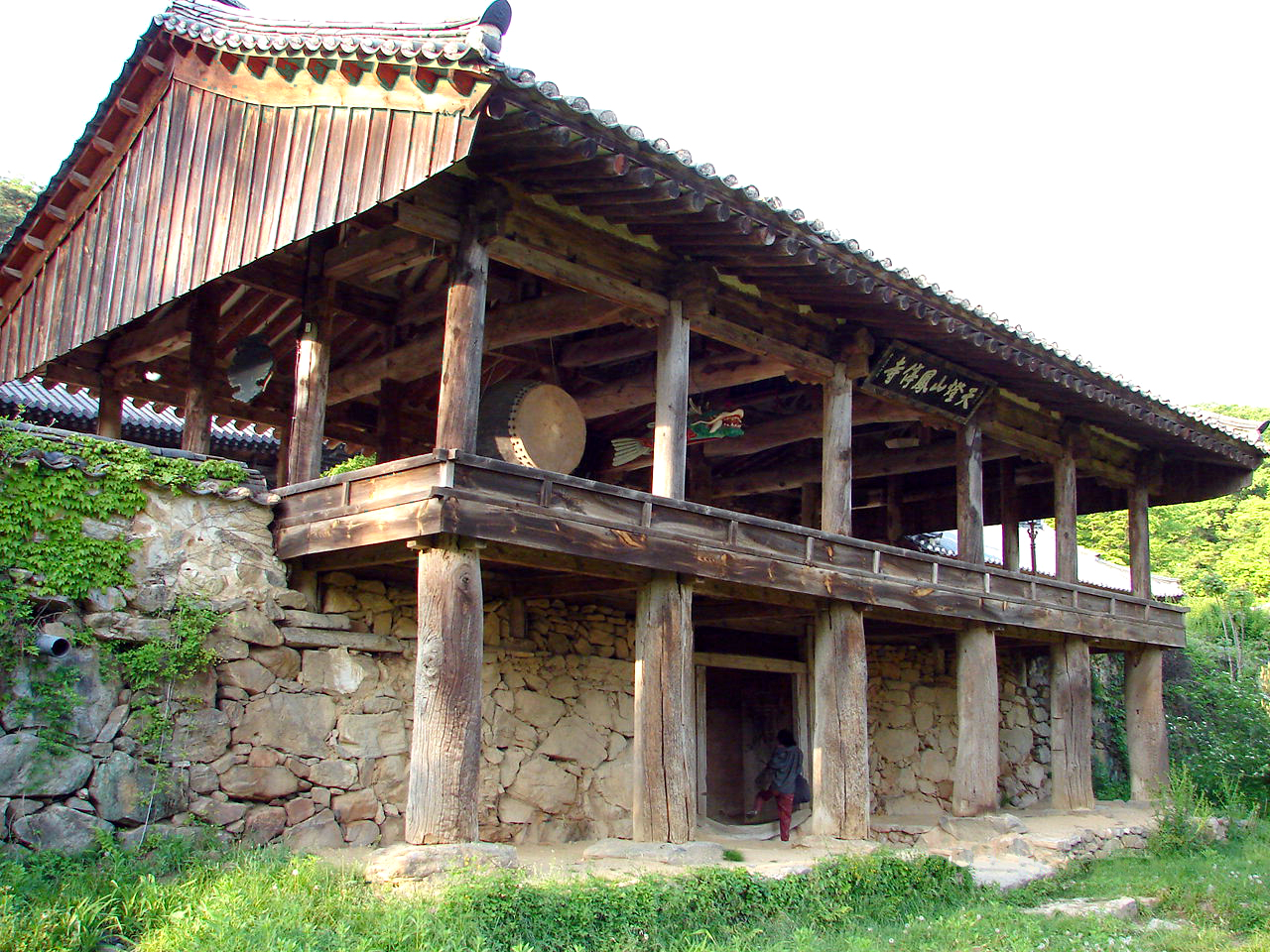
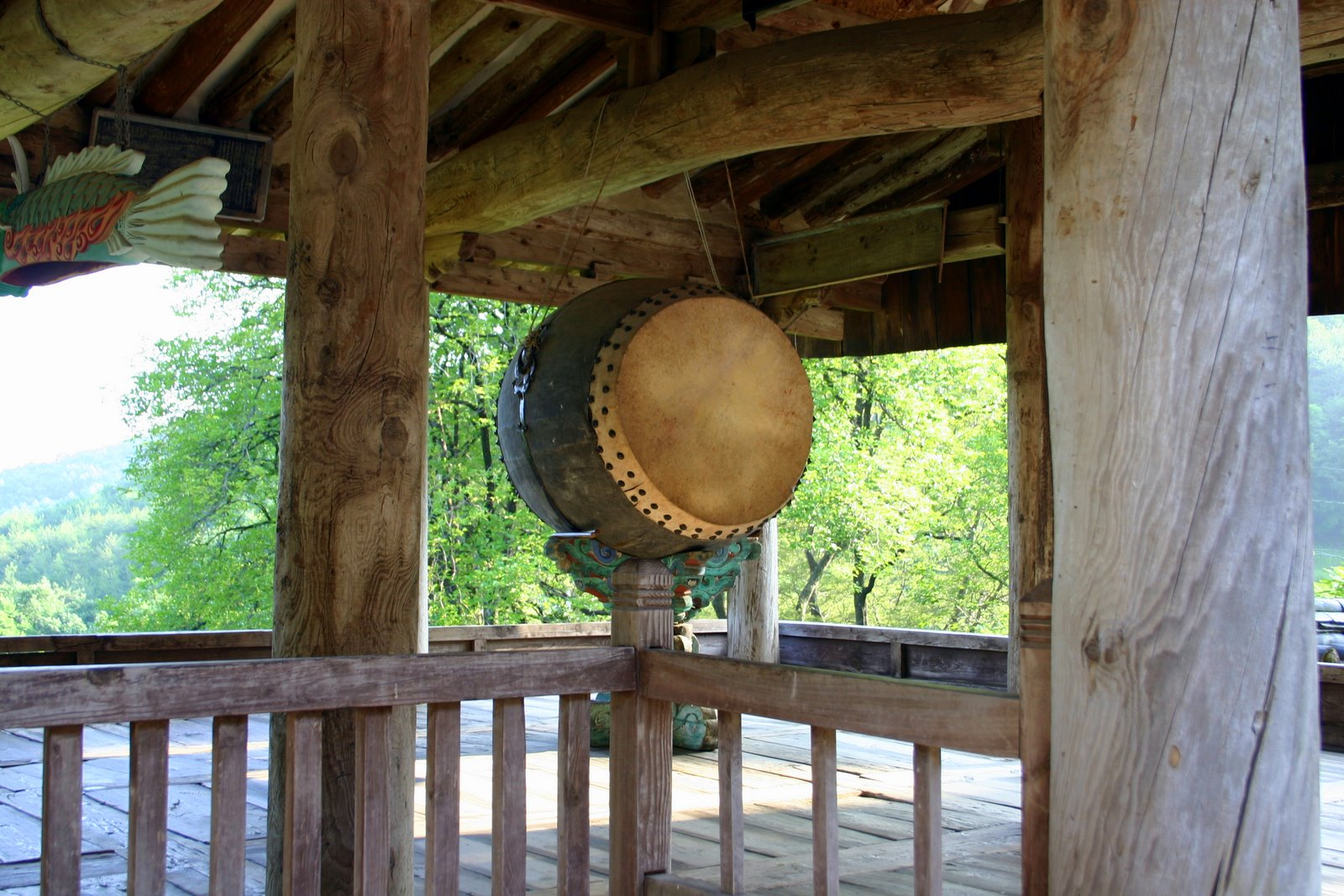
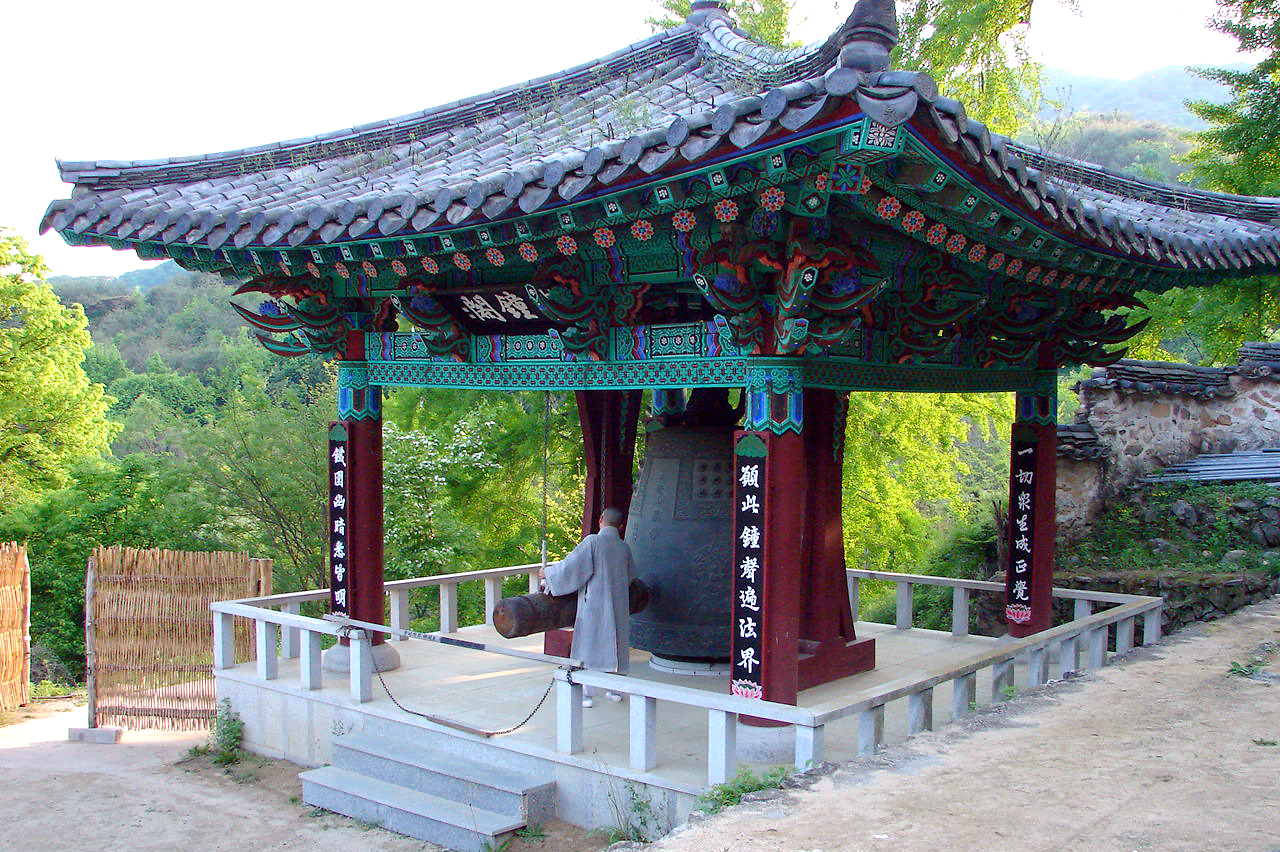